# Atletiek op de Olympische Zomerspelen 2024 – 400 meter horden vrouwen
De 400 meter horden voor vrouwen  op de Olympische Zomerspelen 2024 vond plaats op 4, 6 en 8 augustus 2024 in het Stade de France. Regerend olympisch kampioen was Sydney McLaughlin-Levrone uit de Verenigde Staten.

## Records
Voorafgaand aan het toernooi waren dit het wereldrecord en het olympisch record.
| Wereldrecord     | Sydney McLaughlin | 50,65 | Eugene | 30 juni 2024    |
| Olympisch record | Sydney McLaughlin | 51,46 | Tokio  | 4 augustus 2021 |

## Resultaten
De volgende afkortingen worden gebruikt:
- Q - Gekwalificeerd door eindplaats
- q - Gekwalificeerd door eindtijd
- PB Persoonlijke besttijd
- SB Beste seizoensprestatie van atlete

### Series
De eerste vier van elke serie kwalificeerden zich direct voor de halve finales (Q). Van de overige atleten kwalificeerden de vier tijdsnelsten zich ook voor de halve finales (q).

#### Serie 1
| Rang | Baan | Atlete                 | Land      | Tijd  | Bijz. |
| ---- | ---- | ---------------------- | --------- | ----- | ----- |
| 1    | 7    | Rushell Clayton        | Jamaica   | 54,32 | Q     |
| 2    | 3    | Fatoumata Binta Diallo | Portugal  | 54,75 | Q     |
| 3    | 5    | Amalie Iuel            | Noorwegen | 54,82 | Q     |
| 4    | 8    | Cathelijn Peeters      | Nederland | 54,84 | q     |
| 5    | 9    | Naomi Van den Broeck   | België    | 55,81 |       |
| 6    | 6    | Rebecca Sartori        | Italië    | 55,81 |       |
| 7    | 4    | Chayenne da Silva      | Brazilië  | 56,52 |       |
|      | 2    | Kemi Adekoya           | Bahrein   | –     | DNS   |

#### Serie 2
| Rang | Baan | Atlete              | Land             | Tijd  | Bijz. |
| Rang | Baan | Atleet              | Land             | Tijd  | Bijz  |
| ---- | ---- | ------------------- | ---------------- | ----- | ----- |
| 1    | 5    | Jasmine Jones       | Verenigde Staten | 53,60 | Q     |
| 2    | 9    | Rogail Joseph       | Zuid-Afrika      | 54,46 | Q, PB |
| 3    | 3    | Savannah Sutherland | Canada           | 54,80 | Q     |
| 4    | 2    | Paulien Couckuyt    | België           | 54,90 | q, SB |
| 5    | 8    | Gianna Woodruff     | Panama           | 54,94 | SB    |
| 6    | 7    | Ayomide Folorunso   | Italië           | 55,03 |       |
| 7    | 6    | Shana Grebo         | Frankrijk        | 56,70 |       |
| 8    | 4    | Carolina Krafzik    | Duitsland        | 58,49 |       |

#### Serie 3
| Rang | Baan | Atlete           | Land             | Tijd  | Bijz. |
| ---- | ---- | ---------------- | ---------------- | ----- | ----- |
| 1    | 4    | Femke Bol        | Nederland        | 53,38 | Q     |
| 2    | 8    | Shiann Salmon    | Jamaica          | 53,95 | Q     |
| 3    | 3    | Zenéy Geldenhuys | Zuid-Afrika      | 54,73 | Q     |
| 4    | 6    | Anna Ryzhykova   | Oekraïne         | 55,13 |       |
| 5    | 5    | Jessie Knight    | Groot-Brittannië | 55,39 |       |
| 6    | 2    | Mo Jiadie        | China            | 55,43 |       |
| 7    | 9    | Alanah Yukich    | Australië        | 55,46 |       |
| 8    | 7    | Linda Angounou   | Kameroen         | 55,69 | NR    |

#### Serie 4
| Rang | Baan | Atlete           | Land             | Tijd  | Bijz. |
| ---- | ---- | ---------------- | ---------------- | ----- | ----- |
| 1    | 8    | Anna Cockrell    | Verenigde Staten | 53,91 | Q     |
| 2    | 7    | Lina Nielsen     | Groot-Brittannië | 54,65 | Q     |
| 3    | 4    | Janieve Russell  | Jamaica          | 54,67 | Q     |
| 4    | 9    | Hanne Claes      | België           | 54,80 | q, SB |
| 5    | 5    | Nikoleta Jíchová | Tsjechië         | 55,45 |       |
| 6    | 3    | Grace Claxton    | Puerto Rico      | 56,29 |       |
| 7    | 2    | Viivi Lehikoinen | Finland          | 56,67 |       |
| 8    | 6    | Lauren Hoffman   | Filipijnen       | 57,84 |       |

#### Serie 5
| Rang | Baan | Atlete                    | Land             | Tijd  | Bijz. |
| ---- | ---- | ------------------------- | ---------------- | ----- | ----- |
| 1    | 3    | Sydney McLaughlin-Levrone | Verenigde Staten | 53,60 | Q     |
| 2    | 4    | Noura Ennadi              | Marokko          | 55,26 | Q     |
| 3    | 5    | Louise Maraval            | Frankrijk        | 55,32 | Q     |
| 4    | 6    | Yasmin Giger              | Zwitserland      | 55,44 |       |
| 5    | 2    | Alice Muraro              | Italië           | 55,62 |       |
| 6    | 7    | Sarah Carli               | Australië        | 55,92 |       |
| 7    | 8    | Line Kloster              | Noorwegen        | 57,69 |       |
| 8    | 9    | Viktorija Tkatsjoek       | Oekraïne         | 58,10 | SB    |

### Herkansingen

#### Herkansing 1
| Rang | Baan | Atlete               | Land        | Tijd         | Bijz. |
| ---- | ---- | -------------------- | ----------- | ------------ | ----- |
| 1    | 4    | Ayomide Folorunso    | Italië      | 55,07        | Q     |
| 2    | 7    | Naomi Van den Broeck | België      | 55,11 (,107) | Q     |
| 2    | 3    | Alanah Yukich        | Australië   | 55,11 (,107) | Q, PB |
| 4    | 6    | Grace Claxton        | Puerto Rico | 55,94        |       |
| 5    | 5    | Line Kloster         | Noorwegen   | 56,73        |       |
| 6    | 2    | Viivi Lehikoinen     | Finland     | 58,04        |       |
| 7    | 8    | Viktorija Tkatsjoek  | Oekraïne    | 59,40        |       |

1. ↑  Van den Broeck en Yukich hadden dezelfde tijd en gingen beiden door naar de halve finales.

#### Herkansing 2
| Rang | Baan | Atlete            | Land             | Tijd         | Bijz. |
| ---- | ---- | ----------------- | ---------------- | ------------ | ----- |
| 1    | 5    | Mo Jiadie         | China            | 54,75        | Q, PB |
| 2    | 3    | Jessie Knight     | Groot-Brittannië | 55,10 (,093) | Q     |
| 3    | 2    | Gianna Woodruff   | Panama           | 55,10 (,098) |       |
| 4    | 6    | Nikoleta Jíchová  | Tsjechië         | 55,31        |       |
| 5    | 7    | Rebecca Sartori   | Italië           | 55,44        |       |
| 6    | 4    | Carolina Krafzik  | Duitsland        | 56,02        |       |
| 7    | 8    | Chayenne da Silva | Brazilië         | 56,56        |       |

#### Herkansing 3
| Rang | Baan | Atlete         | Land        | Tijd  | Bijz.  |
| Rang | Baan | Atleet         | Land        | Tijd  | Bijz   |
| ---- | ---- | -------------- | ----------- | ----- | ------ |
| 1    | 7    | Shana Grebo    | Frankrijk   | 54,91 | Q      |
| 2    | 8    | Anna Ryzhykova | Oekraïne    | 54,95 | Q, =SB |
| 3    | 2    | Linda Angounou | Kameroen    | 55,09 | NR     |
| 4    | 4    | Sarah Carli    | Australië   | 55,12 |        |
| 5    | 3    | Yasmin Giger   | Zwitserland | 55,18 |        |
| 6    | 6    | Alice Muraro   | Italië      | 55,48 |        |
| 7    | 5    | Lauren Hoffman | Filipijnen  | 58,28 |        |

### Halve finales
De eerste twee van elke halve finale kwalificeerden zich direct voor de finale (Q). Van de overgebleven atleten kwalificeerden de twee tijdsnelsten zich ook voor de finale (q).

#### Halve finale 1
| Rang | Baan | Atlete               | Land             | Tijd    | Bijz. |
| ---- | ---- | -------------------- | ---------------- | ------- | ----- |
| 1    | 5    | Rushell Clayton      | Jamaica          | 53,00   | Q     |
| 2    | 7    | Jasmine Jones        | Verenigde Staten | 53,83   | Q     |
| 3    | 8    | Zenéy Geldenhuys     | Zuid-Afrika      | 53,90   | PB    |
| 4    | 3    | Shana Grebo          | Frankrijk        | 54,84   |       |
| 5    | 4    | Amalie Iuel          | Noorwegen        | 54,88   |       |
| 6    | 2    | Naomi Van den Broeck | België           | 54,94   |       |
| 7    | 9    | Cathelijn Peeters    | Nederland        | 55,20   |       |
| 8    | 6    | Lina Nielsen         | Groot-Brittannië | 1:31,22 |       |

#### Halve finale 2
| Rang | Baan | Atlete                    | Land             | Tijd  | Bijz. |
| ---- | ---- | ------------------------- | ---------------- | ----- | ----- |
| 1    | 7    | Sydney McLaughlin-Levrone | Verenigde Staten | 52,13 | Q     |
| 2    | 4    | Louise Maraval            | Frankrijk        | 53,83 | Q     |
| 3    | 5    | Rogail Joseph             | Zuid-Afrika      | 54,12 | PB    |
| 4    | 6    | Janieve Russell           | Jamaica          | 54,65 |       |
| 5    | 3    | Ayomide Folorunso         | Italië           | 54,92 |       |
| 6    | 8    | Fatoumata Binta Diallo    | Portugal         | 54,93 |       |
| 7    | 2    | Anna Ryzhykova            | Oekraïne         | 55,65 |       |
| 8    | 9    | Hanne Claes               | België           | 55,96 |       |

#### Halve finale 3
| Rang | Baan | Atlete              | Land             | Tijd  | Bijz. |
| ---- | ---- | ------------------- | ---------------- | ----- | ----- |
| 1    | 6    | Femke Bol           | Nederland        | 52,57 | Q     |
| 2    | 7    | Anna Cockrell       | Verenigde Staten | 52,90 | Q     |
| 3    | 5    | Shiann Salmon       | Jamaica          | 53,13 | q, PB |
| 4    | 4    | Savannah Sutherland | Canada           | 53,80 | q     |
| 5    | 9    | Paulien Couckuyt    | België           | 54,64 | SB    |
| 6    | 3    | Jessie Knight       | Groot-Brittannië | 54,90 |       |
| 7    | 1    | Alanah Yukich       | Australië        | 55,49 |       |
| 8    | 8    | Noura Ennadi        | Marokko          | 55,50 |       |
| 9    | 2    | Mo Jiadie           | China            | 55,63 |       |

### Finale
De finale vond plaats op donderdag 8 augustus om 21:25 uur.
| Rang   | Baan | Atlete                    | Land             | Tijd  | Bijz. |
| ------ | ---- | ------------------------- | ---------------- | ----- | ----- |
| Goud   | 5    | Sydney McLaughlin-Levrone | Verenigde Staten | 50,37 | WR    |
| Zilver | 7    | Anna Cockrell             | Verenigde Staten | 51,87 | PB    |
| Brons  | 6    | Femke Bol                 | Nederland        | 52,15 |       |
| 4      | 9    | Jasmine Jones             | Verenigde Staten | 52,29 | PB    |
| 5      | 8    | Rushell Clayton           | Jamaica          | 52,68 |       |
| 6      | 2    | Shiann Salmon             | Jamaica          | 53,29 |       |
| 7      | 3    | Savannah Sutherland       | Canada           | 53,88 |       |
| 8      | 4    | Louise Maraval            | Frankrijk        | 54,53 |       |

1984: Nawal El Moutawakel ·
1988: Debbie Flintoff-King ·
1992: Sally Gunnell ·
1996: Deon Hemmings ·
2000: Irina Privalova ·
2004: Fani Chalkia ·
2008: Melaine Walker ·
2012: Lashinda Demus ·
2016: Dalilah Muhammad ·
2020: Sydney McLaughlin ·
2024: Sydney McLaughlin-Levrone